# Origanum onites
Espèce
Origanum onites est une espèce de plantes à fleurs de la famille des Lamiaceae. C'est une plante herbacée vivace originaire de l'est du bassin méditerranéen.

## Synonymes
- Majorana cretica Mill.
- Majorana onites (L.) Benth.
- Majorana orega (Vogel) Briq.
- Majorana oreja Walp.
- Majorana smyrnaea (L.) T.Nees
- Onites tomentosus Raf.
- Origanum album Salisb. nom. illeg.
- Origanum heracleoticum W.D.J.Koch nom. illeg.
- Origanum orega Vogel
- Origanum pallidum Desf.
- Origanum smyrnaeum L.
- Origanum tragoriganum Zucc. ex Steud. nom. inval.

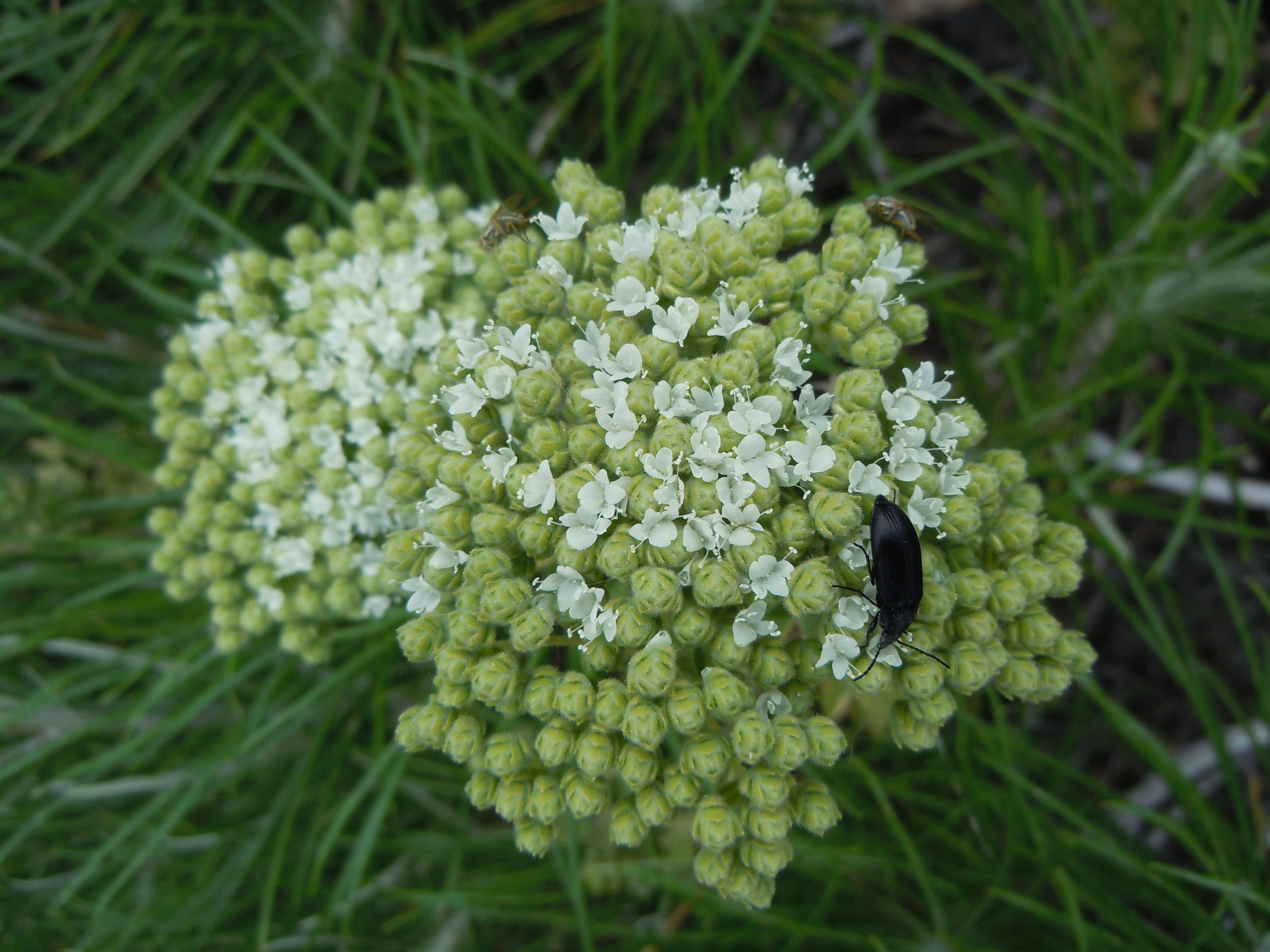
Inflorescence

- Schizocalyx smyrnaeus (L.) Scheele

## Répartition
Sicile, Grèce, Turquie.